# Cleora repulsaria
Cleora repulsaria es una polilla perteneciente a la familia Geometridae. La especie fue descrita por primera vez por Francis Walker en 1860, habiendo sido descrita en 1863, con distribución en Hong Kong.